# Vitalino Morandini
Vitalino Morandini (Adrara San Rocco, 1916 – Pisa, 10 giugno 1960) è stato un serial killer italiano, responsabile di almeno nove omicidi commessi in provincia di Bergamo e Brescia in soli due mesi tra il 1955 e il 1956.

## Biografia
Nato nel 1916 a Adrara San Rocco, in provincia di Bergamo, Vitalino Morandini cresce in una famiglia molto povera e abbandona la scuola in quarta elementare per aiutare il padre nell'attività pastorale e agricola. In zona veniva soprannominato "Angel" per la sua fervente religiosità. Dopo la morte della madre, il lavoro di Morandini si intensifica ancora di più rendendolo insensibile e con pochissime libertà. Comincia a rubare galline e pecore per trovare uno sfogo, ma viene arrestato e sconta un mese di reclusione. Una volta scarcerato continuò nei suoi piccoli furti prima di partire per la leva militare nel 1938, in occasione della guerra in Jugoslavia. Tornato in Italia, riprese regolarmente la sua attività di ladro di animali e si fece un nome nell'ambiente dello sfruttamento della prostituzione. Nel 1949 rubò un asino, tre capre, undici pecore e oltre 240.000 lire al cugino Giovanni Morandini, che lo denunciò. Per quel furto, Vitalino venne condannato a sei anni di reclusione che scontò nel carcere di Castiadas, in Sardegna.

### Gli omicidi
Tornato in libertà nel 1955, viene mandato da una zia a Pontoglio ma decide di eliminare il cugino Giovanni per vendicarsi della denuncia. Il 9 novembre 1955 mette in atto il suo piano uccidendo il cugino a colpi di scure sulla schiena in una cantina, per poi inscenare un incidente legando il corpo di Giovanni a una mucca che in seguito fece cadere da un dirupo. 
Dieci giorni dopo, la notte tra il 19 e il 20 novembre, Morandini entrò in una cascina in via Squadra a Adrara San Martino e dopo un tentativo di rapina andato male sterminò la famiglia che viveva in quell'abitazione. Dopo aver ucciso a bastonate Fausto Valtulini, di soli quattro anni, la madre Angela Tiraboschi e la nonna Maria Falconi, appiccò un incendio le cui fiamme carbonizzarono i corpi delle vittime. Il padre di Fausto, Giacomo Valtulini, si salvò solo perché quel giorno era a Zandt a curare una stalla di sua proprietà. Un mese dopo, a Grone, il 28 dicembre vennero assassinati a colpi di piccone in testa Battista Oberti e la moglie Carolina, uccisi nel sonno mentre i cinque figli dormivano; a loro non venne fatto nulla. Morandini commise l'ultimo delitto il 23 gennaio 1956, quando decise di rapinare una celebre tabaccheria in piazza Armando Diaz a Pontoglio. Entrato nella casa sopra la tabaccheria, intorno alle 2:30 di notte Morandini avvolse un sasso nella federa di un letto e lo usò per colpire mortalmente alla testa Cesare Giuseppe Breno, la moglie Colomba Vignoni e la figlia Emilia. Un testimone disse di aver visto Emilia Breno chiedere aiuto dalla finestra, prima di venire finita a pietrate sul cranio. La stessa Emilia, secondo i risultati dell'autopsia, fu violentata da Morandini dopo la morte. 

### L'arresto
Dopo aver indagato su un certo Vincenzo Volsi, già noto in zona per furti di bestiame, gli inquirenti risalirono a Vitalino Morandini tramite una testimonianza della zia che disse che, la notte della strage in piazza Armando Diaz, il nipote era apparso inquieto e agitato. Morandini, la cui sciarpa fu trovata sul luogo dell'ultimo delitto, fu arrestato l'8 marzo 1956. Gli inquirenti, perquisendo la sua casa in via Montonale a Pontoglio, trovarono diverse prove delle stragi di Morandini come l'ombrello del cugino Giovanni, un maglione riconducibile al delitto di Grone e alcune foto collegate alla strage di Adrara San Martino. Inizialmente reo confesso dello sterminio della famiglia Breno, Morandini ammise presto anche gli altri sei omicidi da lui commessi. Viene sospettato anche per un altro omicidio, quello della zia Pasqua Elisabetta Bresciani (madre di Giovanni Morandini), morta nell'aprile 1947 in circostanze sospette. Tuttavia, non fu mai ufficialmente incriminato per quel delitto.

### Processo e morte
Durante il processo Morandini si mostrò freddo e insensibile, tanto che quando gli venne chiesto cosa provasse a uccidere le persone rispose "è come tirare il collo alle galline". Fu riconosciuto sano di mente e colpevole di tutti e nove gli omicidi, quindi condannato a quattro ergastoli da scontare nel carcere di Porto Azzurro. Si tolse la vita nel carcere di Pisa il 10 giugno 1960, impiccandosi con un asciugamano.